# Žirovnica község
Žirovnica község (szlovén nyelven Občina Žirovnica) Szlovénia 212 alapfokú közigazgatási egységének, azaz községének egyike a Gorenjska statisztikai régióban.  Adminisztratív központja Breznica falu. A történelmi Felső-Krajna régióban terül el a Karavankák déli lejtőjén, Ausztria Karintia tartományával határos. A községtől nyugatra Jesenice község, délre Bled község és Radovljica község, keletre Tržič község fekszik

## A községhez tartozó települések
A községhez Breznica székhelyen kívül a következő települések tartoznak:
- Breg
- Doslovče
- Moste
- Rodine
- Selo pri Žirovnici
- Smokuč
- Vrba
- Zabreznica
- Žirovnica

## Népesség
| Lakosok száma | 4258 | 4288 | 4370 | 4424 | 4383 | 4378 | 4360 | 4408 | 4384 | 4425 |
|               | 2008 | 2009 | 2011 | 2012 | 2013 | 2015 | 2016 | 2017 | 2019 | 2020 |